# Yassine Atari
Yassine Atari (Borgerhout, 8 oktober 1996) is een Belgische fotograaf, journalist en documentairemaker. Hij staat bekend om zijn visuele vertellingen en heeft zijn werk gewijd aan het vastleggen van ongeziene, onderbelichte en vergeten verhalen wereldwijd.

## Biografie
Atari begon op 19-jarige leeftijd met fotografie en storytelling in het buitenland. Zijn interesse begon tijdens een humanitaire reis aan de Syrische grens met Libanon in 2015. Daar besloot hij zich te verdiepen in fotojournalistiek. In de daaropvolgende jaren bezocht Atari meer dan 52 landen en legde hij een breed scala aan verhalen vast, van documentaires in conflictgebieden tot fotoreportages van wilde dieren in hun natuurlijke omgeving.

## Werk
Atari levert sinds 2015 bijdragen aan diverse Vlaamse kranten en mediabedrijven zoals o.a. De Morgen, De Standaard, Gazet van Antwerpen, VRT en Het Laatste Nieuws.
In 2017 trad hij toe tot de redactie van Rudi Vranckx, waar hij zich verder ontwikkelde als documentairemaker en reporter. Hij reisde naar de grens tussen Bangladesh en Myanmar om verslag uit te brengen van de Rohingya-crisis en produceerde een televisiedocumentaire over de Slag van Marawi voor Canvas.
In 2018 zette Atari zijn carrière voort als reporter voor VRT NWS. Naast incidentele buitenlandse verslaggeving, zoals over de aardbeving en tsunami in Sulawesi, Indonesië, produceerde hij eigen documentairereeksen, zoals:
- Labels: hierin gaat Atari op zoek naar jongeren die geconfronteerd worden met vooroordelen en etikettering, en bespreekt hij de impact hiervan op hun leven.[2]
- Breaking Europe: samen met Rudi Vranckx reist Atari door Europa om te onderzoeken wat de Europese Unie samenbrengt en wat haar verdeelt, met speciale aandacht voor jongeren en hedendaagse kwesties.[3]
- Anderhalf: een driedelige over jongeren die op verschillende manieren zijn getroffen door de coronapandemie.

Bovendien heeft hij een reeks korte online reportages gemaakt over diverse onderwerpen zoals de migrantencrisis in Ceuta, drillrap-geweld in Antwerpen, de havenexplosie in Beiroet, overstromingen in Pakistan en andere wereldgebeurtenissen.

## Onderscheidingen
Atari won in 2020 de Belfius Persprijs in de categorie Coup de Coeur. In 2023 ontving hij een Gouden Reuske in de categorie BorgerMondo.

## Samenwerkingen met NGO's
Yassine Atari is in zijn werk vaak betrokken bij humanitaire kwesties en werkt regelmatig samen met verschillende internationale NGO's. Zijn samenwerkingen omvatten publicaties of een volledige samenwerking met o.a. Consortium 12-12, Amnesty International, Team Humanity USA, Oxfam, Caritas en Human Relief Foundation.